# Обернений образ пучка
Обернений образ пучка — коваріантна конструкція у теорії пучків, що в певному значенні є оберненою до побудови прямого образа пучка.

## Означення
Нехай дано пучок {\displaystyle {\mathcal {G}}} на {\displaystyle Y} і потрібно перенести {\displaystyle {\mathcal {G}}} на {\displaystyle X}, використовуючи неперервне відображення {\displaystyle f\colon X\to Y} подібно до того, як будується прямий образ пучка.
Якщо спробувати імітувати визначення прямого образу взявши
{\displaystyle f^{-1}{\mathcal {G}}(U)={\mathcal {G}}(f(U)),}
для кожної відкритої множини {\displaystyle U} в {\displaystyle X}, то відразу виникає проблема: {\displaystyle f(U)} не обов'язково є відкритою множиною. Найкраще, що можна зробити — наблизити його відкритими множинами, і навіть в цьому випадку одержується передпучок, а не пучок. За означенням {\displaystyle f^{-1}{\mathcal {G}}} є пучком асоційованим із передпучком
{\displaystyle U\mapsto \varinjlim _{V\supseteq f(U)}{\mathcal {G}}(V).}
Тут {\displaystyle U} — відкрита підмножина {\displaystyle X} і індуктивна границя береться по всіх відкритих підмножини {\displaystyle V} простору {\displaystyle Y}, що містять {\displaystyle f(U)}.
Наприклад, якщо {\displaystyle f} — вкладення точки {\displaystyle y} в {\displaystyle Y}, то {\displaystyle f^{-1}({\mathcal {F}})} — росток {\displaystyle {\mathcal {F}}} в цій точці.
Існування відображень обмеження, як і функторіальність оберненого образа, випливають із універсальної властивості індуктивних границь.

### Альтернативна побудова
Еквівалентно, обернений образ можна побудувати за допомогою етальних (пучкових) просторів пучків. В тих же позначеннях, що і вище, нехай LG позначає етальний простір пучка G, тобто диз'юнктне об'єднання  ростків {\displaystyle \bigsqcup _{y\in Y}{\mathcal {G}}_{y}}із топологією для якої базою є підмножини виду {\displaystyle s_{y},\ s\in {\mathcal {G}}(V),} де {\displaystyle V\subseteq Y}— відкрита підмножина у {\displaystyle Y.}Тоді проєкція {\displaystyle p:L{\mathcal {G}}\to Y:{\mathcal {G}}_{y}\ni a\to y} є локальним гомеоморфізмом.  
Нехай тепер {\displaystyle E=\{(e,x)\in L{\mathcal {G}}\times X:p(e)=f(x)\}}із топологією індукованою топологією прямого добутку. Тоді проєкція {\displaystyle p':E\to X} є локальним гомеоморфізмом і E є етальним простором для X. Асоційований із ним пучок і є оберненим образом {\displaystyle f^{-1}{\mathcal {G}}.}
Більш конкретно перетинами на відкритій підмножині {\displaystyle U\subseteq X}є неперервні відображення {\displaystyle \sigma :U\to E} для яких {\displaystyle p'\circ \sigma =\operatorname {Id} _{U}.}Еквівалентно, це такі відображення {\displaystyle \tau :U\to E}для яких {\displaystyle p\circ \tau =f|_{U}.}

### Обернений образ пучків модулів
Коли розглядаються морфізм локально окільцьованих просторів {\displaystyle f\colon X\to Y}, наприклад схем в алгебричній геометрії , часто працюють з пучками {\displaystyle {\mathcal {O}}_{Y}}-модулів, де {\displaystyle {\mathcal {O}}_{Y}} — структурний пучок {\displaystyle Y}. Тоді функтор {\displaystyle f^{-1}} введений вище не підходить, оскільки результат його застосування, взагалі кажучи, не є пучком {\displaystyle {\mathcal {O}}_{X}}-модулів. Щоб виправити це, в цій ситуації для пучка {\displaystyle {\mathcal {O}}_{Y}}-модулів {\displaystyle {\mathcal {G}}} його обернений образ задається як
{\displaystyle f^{*}{\mathcal {G}}:=f^{-1}{\mathcal {G}}\otimes _{f^{-1}{\mathcal {O}}_{Y}}{\mathcal {O}}_{X}}.

## Властивості
- Для точки {\displaystyle x\in X} , маємо {\displaystyle (f^{-1}{\mathcal {G}})_{x}\cong {\mathcal {G}}_{f(x)}}.
- {\displaystyle f^{-1}} — точний функтор.
- {\displaystyle f^{*}}, взагалі кажучи, тільки точний справа. Якщо {\displaystyle f^{*}} точний, f називається плоским.
- {\displaystyle f^{-1}} є спряженим зліва до функтора прямого образа {\displaystyle f_{\ast }}, тобто існує натуральний ізоморфізм

{\displaystyle \mathrm {Hom} _{\mathbf {Sh} (X)}(f^{-1}{\mathcal {G}},{\mathcal {F}})=\mathrm {Hom} _{\mathbf {Sh} (Y)}({\mathcal {G}},f_{*}{\mathcal {F}})}.
Проте морфізми {\displaystyle {\mathcal {G}}\rightarrow f_{*}f^{-1}{\mathcal {G}}} і {\displaystyle f^{-1}f_{*}{\mathcal {F}}\rightarrow {\mathcal {F}}} майже ніколи не є ізоморфізмами. Наприклад, якщо {\displaystyle i\colon Z\to Y} позначає вкладення замкнутої підмножини, росток пучка {\displaystyle i_{*}i^{-1}{\mathcal {G}}} в точці {\displaystyle y\in Y} є ізоморфним до {\displaystyle {\mathcal {G}}_{y}} якщо {\displaystyle y} належить {\displaystyle Z} і є рівним {\displaystyle 0} в іншому випадку.
- Подібне до попереднього пункту твердження є справедливим для пучків модулів, якщо замінити {\displaystyle i^{-1}} на {\displaystyle i^{*}}.